# Embrapa Mandioca e Fruticultura Tropical
O Centro Nacional de Pesquisa de Mandioca e Fruticultura (CNPMF), conhecido como Embrapa Mandioca e Fruticultura, é uma unidade descentralizada da Empresa Brasileira de Pesquisa Agropecuária (EMBRAPA), vinculada ao Ministério da Agricultura e Pecuária.
Localizado em Cruz das Almas, na Bahia, é um centro de pesquisa federal brasileiro para o desenvolvimento agrícola por meio da expansão e melhoria das técnicas de cultivo de algumas fruteiras tropicais e da raiz mandioca. Tem como missão executar e coordenar pesquisas para aumento da produção e da produtividade, melhoria da qualidade dos produtos, redução dos custos de produção e viabilização do aproveitamento de áreas ainda subutilizadas com foco em abacaxi, banana, citros (laranja, limão, etc), mamão, maracujá e mandioca. Entre as atividades, cabe mencionar o desenvolvimento de novas cultivares, de sistemas de produção e práticas agropecuárias além de cursos e acordos de transferência de tecnologia.
Tem origem no Instituto Agronômico do Leste (IAL) e posteriormente designado Instituto de Pesquisa e Experimentação Agropecuária do Leste (IPEAL), um instituto de pesquisa agropecuária da década de 1950 integrante da rede do Ministério da Agricultura. Sobre uma área de 260 hectares, a unidade atual foi instituída em 13 de junho de 1975 e instalada em 1977 para atuação nacional.

## Presidentes
| Presidente                          | Período da presidência |
| ----------------------------------- | ---------------------- |
| Raymundo Fonseca Souza              | 1975 - 1979            |
| Mário Augusto Pinto da Cunha        | 1979 - 1985            |
| Alino Matta Santana                 | 1985 - 1988            |
| Amélio Dall’Agnol                   | 1989 - 1990            |
| Orlando Sampaio Passos              | 1990 - 1995            |
| Sizernando Luiz de Oliveira         | 1995 - 2000            |
| Mário Augusto Pinto da Cunha        | 2000 - 2004            |
| José Carlos Nascimento              | 2004 - 2009            |
| Domingo Haroldo Reinhardt           | 2009 - 2015            |
| Alberto Duarte Vilarinhos           | 2015 - 2022            |
| Francisco Ferraz Laranjeira Barbosa | 2022 até o momento     |